# Wolfgang Kilger
Wolfgang Kilger (* 5. Februar 1927 in Berlin; † 9. August 1986 in Saarbrücken) war ein deutscher Professor für Betriebswirtschaftslehre. Im Zentrum seiner wissenschaftlichen Arbeit stand die theoretische Fundierung der flexiblen Grenzplankostenrechnung.

## Biographisches
Nach Wehrdienst und Abitur Studium der Betriebswirtschaftslehre zunächst an der TH Hannover, dann in Frankfurt. Abschluss 1951 als Diplom-Kaufmann, anschließend Assistent von Erich Gutenberg in Köln. 1953 Promotion in Köln, Thema der Dissertation Die betriebliche Preispolitik unter dem Einfluss erwarteter Konkurrenzreaktionen.
Nach Abschluss der Promotion untersuchte er im Rahmen eines Forschungsauftrags der DFG praktische Fragen der Umsetzung der Plankostenrechnung. 1954 begann die Zusammenarbeit mit Hans-Georg Plaut, 1958 erschien Kilgers Habilitationsschrift »Entwicklung und Aufbau der flexible Plankostenrechnung«, aus der er in der Folge sein Standardwerk »Flexible Plankostenrechnung und Deckungsbeitragsrechnung« entwickelte.
1958 erhielt Kilger einen Ruf an die Universität des Saarlandes. Rufe anderer Universitäten (u. a. Aachen und Bochum) lehnte er ab. Kilger starb durch eine tropische Virusinfektion 1986 in Saarbrücken.

## Wichtigste Veröffentlichungen
- Produktions- und Kostentheorie, Wiesbaden 1958.
- Flexible Plankostenrechnung – Einführung in die Theorie und Praxis moderner Kostenrechnung, Köln und Opladen 1961. (7. Auflage, Wiesbaden 1977; ab 8. Auflage 1981:
- Flexible Plankostenrechnung und Deckungsbeitragsrechnung; 10. Auflage 1993 bearbeitet durch KurtVikas, 11. Auflage 2002 bearbeitet von Jochen Pampelund Kurt Vikas).
- Kurzfristige Erfolgsrechnung, Wiesbaden 1962.
- Optimale Produktions- und Absatzplanung, Entscheidungsmodelle für den Produktions- und Absatzbereich industrieller Betriebe, Opladen 1973.
- Einführung in die Kostenrechnung, Opladen 1976. (2. Auflage, Wiesbaden 1980; 3. Auflage, Wiesbaden 1987)
- Industriebetriebslehre, Band 1, Wiesbaden 1986.